# Cars Région Cantal
Cars Région Cantal, anciennement Cantal Lib, est le réseau de transport interurbain du département du Cantal.
Depuis le 1er septembre 2017, la Région Auvergne-Rhône-Alpes est autorité organisatrice des transports interurbains et scolaires. Dans le Cantal, la compétence a été déléguée au département jusqu'au 1er janvier 2020. En novembre 2020, Cantal Lib devient Cars Région Cantal.

Ancien Logo réseau Cantal Lib

## Histoire
Au 1er septembre 2021, la numérotation est adaptée à la nouvelle numérotation alphanumérique régionale, avec la lettre « C » se substituant au chiffre des centaines pour les lignes suivi d'un chiffre allant de 1 à 38.
Le 1er janvier 2023, le réseau se dote de nouvelles lignes à la suite du transfert de plusieurs dessertes en autocars TER : C9, C39 (au cours de l'année 2023) et C48 tandis que d'autres sont intégrées aux lignes C7, C23 et C24.

## Réseau

### Lignes C01 à C09
| Ligne | Caractéristiques | Caractéristiques                                                                             | Caractéristiques                                                                             | Caractéristiques                                                                             | Caractéristiques                                                                             | Caractéristiques                                                                             | Caractéristiques                                                                             | Caractéristiques                                                                             | Caractéristiques                                                                             |
| C01   | Saint-Flour — Place de la Liberté ⥋ Aurillac — Gare routière | Saint-Flour — Place de la Liberté ⥋ Aurillac — Gare routière                                 | Saint-Flour — Place de la Liberté ⥋ Aurillac — Gare routière                                 | Saint-Flour — Place de la Liberté ⥋ Aurillac — Gare routière                                 | Saint-Flour — Place de la Liberté ⥋ Aurillac — Gare routière                                 | Saint-Flour — Place de la Liberté ⥋ Aurillac — Gare routière                                 | Saint-Flour — Place de la Liberté ⥋ Aurillac — Gare routière                                 | Saint-Flour — Place de la Liberté ⥋ Aurillac — Gare routière                                 | Saint-Flour — Place de la Liberté ⥋ Aurillac — Gare routière                                 |
| ----- | --- | -------------------------------------------------------------------------------------------- | -------------------------------------------------------------------------------------------- | -------------------------------------------------------------------------------------------- | -------------------------------------------------------------------------------------------- | -------------------------------------------------------------------------------------------- | -------------------------------------------------------------------------------------------- | -------------------------------------------------------------------------------------------- | -------------------------------------------------------------------------------------------- |
| C01   | Ouverture / Fermeture — / — | Longueur —                                                                                   | Durée 110 min                                                                                | Nb. d’arrêts 29                                                                              | Matériel —                                                                                   | Jours de fonctionnement L, Ma, Me, J, V                                                      | Jour / Soir / Nuit / Fêtes O / N / N / N                                                     | Voy. / an —                                                                                  | Exploitant STAC Transports                                                                   |
| C01   | Desserte : - Ville et lieux desservis : Saint-Flour, Roffiac, Ussel, Murat, Laveissière, Saint-Jacques-des-Blats, Thiezac, Vic-sur-Cère, Polminhac, Yolet, Giou-de-Mamou et Aurillac - Gares desservies : Gare de Saint-Flour - Chaudes-Aigues (à distance) et Gare d'Aurillac |                                                                                              |                                                                                              |                                                                                              |                                                                                              |                                                                                              |                                                                                              |                                                                                              |                                                                                              |
| C01   | Autre : - Amplitudes horaires : La ligne fonctionne du lundi au vendredi à raison de deux allers-retours par jour. - Particularités : La ligne compte de nombreux services partiels. - Date de dernière mise à jour : 29 décembre 2022.                                        |                                                                                              |                                                                                              |                                                                                              |                                                                                              |                                                                                              |                                                                                              |                                                                                              |                                                                                              |
| C01   | Dernière actualisation : — |                                                                                              |                                                                                              |                                                                                              |                                                                                              |                                                                                              |                                                                                              |                                                                                              |                                                                                              |
| C02   | Mauriac — Gare SNCF ⥋ Aurillac — Square Gambetta | Mauriac — Gare SNCF ⥋ Aurillac — Square Gambetta                                             | Mauriac — Gare SNCF ⥋ Aurillac — Square Gambetta                                             | Mauriac — Gare SNCF ⥋ Aurillac — Square Gambetta                                             | Mauriac — Gare SNCF ⥋ Aurillac — Square Gambetta                                             | Mauriac — Gare SNCF ⥋ Aurillac — Square Gambetta                                             | Mauriac — Gare SNCF ⥋ Aurillac — Square Gambetta                                             | Mauriac — Gare SNCF ⥋ Aurillac — Square Gambetta                                             | Mauriac — Gare SNCF ⥋ Aurillac — Square Gambetta                                             |
| C02   | Ouverture / Fermeture — / — | Longueur —                                                                                   | Durée 65 min                                                                                 | Nb. d’arrêts 17                                                                              | Matériel —                                                                                   | Jours de fonctionnement L, Ma, Me, J, V, S                                                   | Jour / Soir / Nuit / Fêtes O / N / N / N                                                     | Voy. / an —                                                                                  | Exploitant STAC Transports                                                                   |
| C02   | Desserte : - Ville et lieux desservis : Mauriac, Salins, Drugeac, Saint-Martin-Valmeroux, Saint-Chamant, Saint-Cernin, Jussac, Naucelles et Aurillac - Gares desservies : Gare de Mauriac et Gare d'Aurillac                                                                   |                                                                                              |                                                                                              |                                                                                              |                                                                                              |                                                                                              |                                                                                              |                                                                                              |                                                                                              |
| C02   | Autre : - Amplitudes horaires : La ligne fonctionne du lundi au vendredi à raison de quatre allers-retours par jour et le samedi à raison d'un aller-retour par jour. - Date de dernière mise à jour : 29 décembre 2022.                                                       |                                                                                              |                                                                                              |                                                                                              |                                                                                              |                                                                                              |                                                                                              |                                                                                              |                                                                                              |
| C02   | Dernière actualisation : — |                                                                                              |                                                                                              |                                                                                              |                                                                                              |                                                                                              |                                                                                              |                                                                                              |                                                                                              |
| C03   | Saint-Céré — Place de la République ⥋ Aurillac — Saint-Joseph | Saint-Céré — Place de la République ⥋ Aurillac — Saint-Joseph                                | Saint-Céré — Place de la République ⥋ Aurillac — Saint-Joseph                                | Saint-Céré — Place de la République ⥋ Aurillac — Saint-Joseph                                | Saint-Céré — Place de la République ⥋ Aurillac — Saint-Joseph                                | Saint-Céré — Place de la République ⥋ Aurillac — Saint-Joseph                                | Saint-Céré — Place de la République ⥋ Aurillac — Saint-Joseph                                | Saint-Céré — Place de la République ⥋ Aurillac — Saint-Joseph                                | Saint-Céré — Place de la République ⥋ Aurillac — Saint-Joseph                                |
| C03   | Ouverture / Fermeture — / — | Longueur —                                                                                   | Durée 90 min                                                                                 | Nb. d’arrêts 22                                                                              | Matériel —                                                                                   | Jours de fonctionnement L, Ma, Me, J, V                                                      | Jour / Soir / Nuit / Fêtes O / N / N / N                                                     | Voy. / an —                                                                                  | Exploitant STAC Transports                                                                   |
| C03   | Desserte : - Ville et lieux desservis : Saint-Céré, Sousceyrac, Siran, Laroquebrou, Saint-Paul-des-Landes, Ytrac, Naucelles et Aurillac - Gares desservies : Gare d'Aurillac                                                                                                   |                                                                                              |                                                                                              |                                                                                              |                                                                                              |                                                                                              |                                                                                              |                                                                                              |                                                                                              |
| C03   | Autre : - Amplitudes horaires : La ligne fonctionne du lundi au vendredi à raison d'un aller-retour par jour. - Date de dernière mise à jour : 29 décembre 2022. |                                                                                              |                                                                                              |                                                                                              |                                                                                              |                                                                                              |                                                                                              |                                                                                              |                                                                                              |
| C03   | Dernière actualisation : — |                                                                                              |                                                                                              |                                                                                              |                                                                                              |                                                                                              |                                                                                              |                                                                                              |                                                                                              |
| C04   | Parlan — Le bourg ⥋ Aurillac — Gare routière | Parlan — Le bourg ⥋ Aurillac — Gare routière                                                 | Parlan — Le bourg ⥋ Aurillac — Gare routière                                                 | Parlan — Le bourg ⥋ Aurillac — Gare routière                                                 | Parlan — Le bourg ⥋ Aurillac — Gare routière                                                 | Parlan — Le bourg ⥋ Aurillac — Gare routière                                                 | Parlan — Le bourg ⥋ Aurillac — Gare routière                                                 | Parlan — Le bourg ⥋ Aurillac — Gare routière                                                 | Parlan — Le bourg ⥋ Aurillac — Gare routière                                                 |
| C04   | Ouverture / Fermeture — / — | Longueur —                                                                                   | Durée 70 min                                                                                 | Nb. d’arrêts 15                                                                              | Matériel —                                                                                   | Jours de fonctionnement L, Ma, Me, J, V                                                      | Jour / Soir / Nuit / Fêtes O / N / N / N                                                     | Voy. / an —                                                                                  | Exploitant STAC Transports                                                                   |
| C04   | Desserte : - Ville et lieux desservis : Parlan, Roumegoux, Le Rouget-Pers, Saint-Mamet-la-Salvetat et Aurillac - Gares desservies : Gare d'Aurillac |                                                                                              |                                                                                              |                                                                                              |                                                                                              |                                                                                              |                                                                                              |                                                                                              |                                                                                              |
| C04   | Autre : - Amplitudes horaires : La ligne fonctionne du lundi au vendredi à raison d'un aller-retour par jour. - Date de dernière mise à jour : 29 décembre 2022. |                                                                                              |                                                                                              |                                                                                              |                                                                                              |                                                                                              |                                                                                              |                                                                                              |                                                                                              |
| C04   | Dernière actualisation : — |                                                                                              |                                                                                              |                                                                                              |                                                                                              |                                                                                              |                                                                                              |                                                                                              |                                                                                              |
| C05   | Maurs — Place de l'Europe ⥋ Aurillac — Place du Gravier | Maurs — Place de l'Europe ⥋ Aurillac — Place du Gravier                                      | Maurs — Place de l'Europe ⥋ Aurillac — Place du Gravier                                      | Maurs — Place de l'Europe ⥋ Aurillac — Place du Gravier                                      | Maurs — Place de l'Europe ⥋ Aurillac — Place du Gravier                                      | Maurs — Place de l'Europe ⥋ Aurillac — Place du Gravier                                      | Maurs — Place de l'Europe ⥋ Aurillac — Place du Gravier                                      | Maurs — Place de l'Europe ⥋ Aurillac — Place du Gravier                                      | Maurs — Place de l'Europe ⥋ Aurillac — Place du Gravier                                      |
| C05   | Ouverture / Fermeture — / — | Longueur —                                                                                   | Durée 60 min                                                                                 | Nb. d’arrêts 11                                                                              | Matériel —                                                                                   | Jours de fonctionnement L, Ma, Me, J, V                                                      | Jour / Soir / Nuit / Fêtes O / N / N / N                                                     | Voy. / an —                                                                                  | Exploitant Laurens Voyages                                                                   |
| C05   | Desserte : - Ville et lieux desservis : Maurs, Saint-Étienne-de-Maurs, Quézac, Rouziers, Cayrols, Saint-Mamet-la-Salvetat et Aurillac - Gares desservies : Gare d'Aurillac |                                                                                              |                                                                                              |                                                                                              |                                                                                              |                                                                                              |                                                                                              |                                                                                              |                                                                                              |
| C05   | Autre : - Amplitudes horaires : La ligne fonctionne du lundi au vendredi à raison d'un aller-retour par jour. - Date de dernière mise à jour : 29 décembre 2022. |                                                                                              |                                                                                              |                                                                                              |                                                                                              |                                                                                              |                                                                                              |                                                                                              |                                                                                              |
| C05   | Dernière actualisation : — |                                                                                              |                                                                                              |                                                                                              |                                                                                              |                                                                                              |                                                                                              |                                                                                              |                                                                                              |
| C06   | Montsalvy — Stade ⥋ Aurillac — Gare routière | Montsalvy — Stade ⥋ Aurillac — Gare routière                                                 | Montsalvy — Stade ⥋ Aurillac — Gare routière                                                 | Montsalvy — Stade ⥋ Aurillac — Gare routière                                                 | Montsalvy — Stade ⥋ Aurillac — Gare routière                                                 | Montsalvy — Stade ⥋ Aurillac — Gare routière                                                 | Montsalvy — Stade ⥋ Aurillac — Gare routière                                                 | Montsalvy — Stade ⥋ Aurillac — Gare routière                                                 | Montsalvy — Stade ⥋ Aurillac — Gare routière                                                 |
| C06   | Ouverture / Fermeture — / — | Longueur —                                                                                   | Durée 80 min                                                                                 | Nb. d’arrêts 27                                                                              | Matériel —                                                                                   | Jours de fonctionnement L, Ma, Me, J, V                                                      | Jour / Soir / Nuit / Fêtes O / N / N / N                                                     | Voy. / an —                                                                                  | Exploitant Laboire Société                                                                   |
| C06   | Desserte : - Ville et lieux desservis : Montsalvy, Labesserette, Lafeuillade-en-Vézie, Prunet, Puycapel, Cassaniouze, Lacapelle-del-Fraisse, Arpajon-sur-Cère et Aurillac - Gares desservies : Gare d'Aurillac                                                                 |                                                                                              |                                                                                              |                                                                                              |                                                                                              |                                                                                              |                                                                                              |                                                                                              |                                                                                              |
| C06   | Autre : - Amplitudes horaires : La ligne fonctionne du lundi au vendredi à raison de trois allers-retours par jour. - Date de dernière mise à jour : 29 décembre 2022. |                                                                                              |                                                                                              |                                                                                              |                                                                                              |                                                                                              |                                                                                              |                                                                                              |                                                                                              |
| C06   | Dernière actualisation : — |                                                                                              |                                                                                              |                                                                                              |                                                                                              |                                                                                              |                                                                                              |                                                                                              |                                                                                              |
| C07   | Chaudes-Aigues — Centre thermal ⥋ Saint-Flour — Gare SNCF / Clermont-Ferrand — Gare routière | Chaudes-Aigues — Centre thermal ⥋ Saint-Flour — Gare SNCF / Clermont-Ferrand — Gare routière | Chaudes-Aigues — Centre thermal ⥋ Saint-Flour — Gare SNCF / Clermont-Ferrand — Gare routière | Chaudes-Aigues — Centre thermal ⥋ Saint-Flour — Gare SNCF / Clermont-Ferrand — Gare routière | Chaudes-Aigues — Centre thermal ⥋ Saint-Flour — Gare SNCF / Clermont-Ferrand — Gare routière | Chaudes-Aigues — Centre thermal ⥋ Saint-Flour — Gare SNCF / Clermont-Ferrand — Gare routière | Chaudes-Aigues — Centre thermal ⥋ Saint-Flour — Gare SNCF / Clermont-Ferrand — Gare routière | Chaudes-Aigues — Centre thermal ⥋ Saint-Flour — Gare SNCF / Clermont-Ferrand — Gare routière | Chaudes-Aigues — Centre thermal ⥋ Saint-Flour — Gare SNCF / Clermont-Ferrand — Gare routière |
| C07   | Ouverture / Fermeture — / — | Longueur —                                                                                   | Durée 180 min                                                                                | Nb. d’arrêts 21                                                                              | Matériel —                                                                                   | Jours de fonctionnement L, Ma, Me, J, V, S                                                   | Jour / Soir / Nuit / Fêtes O / N / N / N                                                     | Voy. / an —                                                                                  | Exploitant Seyt Transports                                                                   |
| C07   | Desserte : - Ville et lieux desservis : Chaudes-Aigues, Neuvéglise-sur-Truyère, Les Ternes, Saint-Flour et Clermont-Ferrand - Gares desservies : Gare de Saint-Flour - Chaudes-Aigues et Gare de Clermont-Ferrand                                                              |                                                                                              |                                                                                              |                                                                                              |                                                                                              |                                                                                              |                                                                                              |                                                                                              |                                                                                              |
| C07   | Autre : - Amplitudes horaires : La ligne fonctionne tous les jours à raison de quatre à cinq allers-retours par jour. - Date de dernière mise à jour : 29 décembre 2022. |                                                                                              |                                                                                              |                                                                                              |                                                                                              |                                                                                              |                                                                                              |                                                                                              |                                                                                              |
| C07   | Dernière actualisation : — |                                                                                              |                                                                                              |                                                                                              |                                                                                              |                                                                                              |                                                                                              |                                                                                              |                                                                                              |
| C08   | Riom-ès-Montagnes — Place du Monument ⥋ Clermont-Ferrand — Gare routière | Riom-ès-Montagnes — Place du Monument ⥋ Clermont-Ferrand — Gare routière                     | Riom-ès-Montagnes — Place du Monument ⥋ Clermont-Ferrand — Gare routière                     | Riom-ès-Montagnes — Place du Monument ⥋ Clermont-Ferrand — Gare routière                     | Riom-ès-Montagnes — Place du Monument ⥋ Clermont-Ferrand — Gare routière                     | Riom-ès-Montagnes — Place du Monument ⥋ Clermont-Ferrand — Gare routière                     | Riom-ès-Montagnes — Place du Monument ⥋ Clermont-Ferrand — Gare routière                     | Riom-ès-Montagnes — Place du Monument ⥋ Clermont-Ferrand — Gare routière                     | Riom-ès-Montagnes — Place du Monument ⥋ Clermont-Ferrand — Gare routière                     |
| C08   | Ouverture / Fermeture — / — | Longueur —                                                                                   | Durée 120 min                                                                                | Nb. d’arrêts 10                                                                              | Matériel —                                                                                   | Jours de fonctionnement L, Me, V                                                             | Jour / Soir / Nuit / Fêtes O / N / N / N                                                     | Voy. / an —                                                                                  | Exploitant Transports André                                                                  |
| C08   | Desserte : - Ville et lieux desservis : Riom-ès-Montagnes, Saint-Amandin, Condat, Égliseneuve-d'Entraigues, Besse-et-Saint-Anastaise, Montaigut-le-Blanc, Champeix, Plauzat et Clermont-Ferrand - Gares desservies : Gare de Clermont-Ferrand                                  |                                                                                              |                                                                                              |                                                                                              |                                                                                              |                                                                                              |                                                                                              |                                                                                              |                                                                                              |
| C08   | Autre : - Amplitudes horaires : La ligne fonctionne les lundis, mercredis et vendredis à raison d'un aller-retour par jour. - Date de dernière mise à jour : 29 décembre 2022.                                                                                                 |                                                                                              |                                                                                              |                                                                                              |                                                                                              |                                                                                              |                                                                                              |                                                                                              |                                                                                              |
| C08   | Dernière actualisation : — |                                                                                              |                                                                                              |                                                                                              |                                                                                              |                                                                                              |                                                                                              |                                                                                              |                                                                                              |
| C09   | Arvant — Gare / Blesle — Place Saint-Pierre ⥋ Saint-Flour — Lycée de Haute-Auvergne | Arvant — Gare / Blesle — Place Saint-Pierre ⥋ Saint-Flour — Lycée de Haute-Auvergne          | Arvant — Gare / Blesle — Place Saint-Pierre ⥋ Saint-Flour — Lycée de Haute-Auvergne          | Arvant — Gare / Blesle — Place Saint-Pierre ⥋ Saint-Flour — Lycée de Haute-Auvergne          | Arvant — Gare / Blesle — Place Saint-Pierre ⥋ Saint-Flour — Lycée de Haute-Auvergne          | Arvant — Gare / Blesle — Place Saint-Pierre ⥋ Saint-Flour — Lycée de Haute-Auvergne          | Arvant — Gare / Blesle — Place Saint-Pierre ⥋ Saint-Flour — Lycée de Haute-Auvergne          | Arvant — Gare / Blesle — Place Saint-Pierre ⥋ Saint-Flour — Lycée de Haute-Auvergne          | Arvant — Gare / Blesle — Place Saint-Pierre ⥋ Saint-Flour — Lycée de Haute-Auvergne          |
| C09   | Ouverture / Fermeture 1er janvier 2023 / — | Longueur —                                                                                   | Durée 70 min                                                                                 | Nb. d’arrêts 9                                                                               | Matériel —                                                                                   | Jours de fonctionnement L, Ma, Me, J, V, S, D                                                | Jour / Soir / Nuit / Fêtes O / N / N / O                                                     | Voy. / an —                                                                                  | Exploitant STAC Transports                                                                   |
| C09   | Desserte : - Ville et lieux desservis : Arvant, Blesle, Massiac, Saint-Mary-le-Plain, Coren et Saint-Flour - Gares desservies : Gare d'Arvant, Gare de Massiac et Gare de Saint-Flour - Chaudes-Aigues                                                                         |                                                                                              |                                                                                              |                                                                                              |                                                                                              |                                                                                              |                                                                                              |                                                                                              |                                                                                              |
| C09   | Autre : - Amplitudes horaires : La ligne fonctionne tous les jours à raison de six à huit allers-retours par jour. - Date de dernière mise à jour : 29 décembre 2022. |                                                                                              |                                                                                              |                                                                                              |                                                                                              |                                                                                              |                                                                                              |                                                                                              |                                                                                              |
| C09   | Dernière actualisation : — |                                                                                              |                                                                                              |                                                                                              |                                                                                              |                                                                                              |                                                                                              |                                                                                              |                                                                                              |

### Lignes C10 à C19
| Ligne | Caractéristiques | Caractéristiques                                           | Caractéristiques                                           | Caractéristiques                                           | Caractéristiques                                           | Caractéristiques                                           | Caractéristiques                                           | Caractéristiques                                           | Caractéristiques                                           |
| C11   | Marcoles — Parking de la Mairie ⥋ Aurillac — Gare routière | Marcoles — Parking de la Mairie ⥋ Aurillac — Gare routière | Marcoles — Parking de la Mairie ⥋ Aurillac — Gare routière | Marcoles — Parking de la Mairie ⥋ Aurillac — Gare routière | Marcoles — Parking de la Mairie ⥋ Aurillac — Gare routière | Marcoles — Parking de la Mairie ⥋ Aurillac — Gare routière | Marcoles — Parking de la Mairie ⥋ Aurillac — Gare routière | Marcoles — Parking de la Mairie ⥋ Aurillac — Gare routière | Marcoles — Parking de la Mairie ⥋ Aurillac — Gare routière |
| ----- | --- | ---------------------------------------------------------- | ---------------------------------------------------------- | ---------------------------------------------------------- | ---------------------------------------------------------- | ---------------------------------------------------------- | ---------------------------------------------------------- | ---------------------------------------------------------- | ---------------------------------------------------------- |
| C11   | Ouverture / Fermeture — / — | Longueur —                                                 | Durée 70 min                                               | Nb. d’arrêts 17                                            | Matériel —                                                 | Jours de fonctionnement L, Ma, Me, J, V                    | Jour / Soir / Nuit / Fêtes O / N / N / N                   | Voy. / an —                                                | Exploitant Aurillac Tourisme                               |
| C11   | Desserte : - Ville et lieux desservis : Marcoles, Roannes-Saint-Mary et Aurillac - Gares desservies : Gare d'Aurillac                                            |                                                            |                                                            |                                                            |                                                            |                                                            |                                                            |                                                            |                                                            |
| C11   | Autre : - Amplitudes horaires : La ligne fonctionne du lundi au vendredi à raison d'un aller-retour par jour. - Date de dernière mise à jour : 29 décembre 2022. |                                                            |                                                            |                                                            |                                                            |                                                            |                                                            |                                                            |                                                            |
| C11   | Dernière actualisation : — |                                                            |                                                            |                                                            |                                                            |                                                            |                                                            |                                                            |                                                            |
| C15   | Maurs — Place de l'Europe ⥋ Figeac — Collège Marcel Masbou | Maurs — Place de l'Europe ⥋ Figeac — Collège Marcel Masbou | Maurs — Place de l'Europe ⥋ Figeac — Collège Marcel Masbou | Maurs — Place de l'Europe ⥋ Figeac — Collège Marcel Masbou | Maurs — Place de l'Europe ⥋ Figeac — Collège Marcel Masbou | Maurs — Place de l'Europe ⥋ Figeac — Collège Marcel Masbou | Maurs — Place de l'Europe ⥋ Figeac — Collège Marcel Masbou | Maurs — Place de l'Europe ⥋ Figeac — Collège Marcel Masbou | Maurs — Place de l'Europe ⥋ Figeac — Collège Marcel Masbou |
| C15   | Ouverture / Fermeture — / — | Longueur —                                                 | Durée 35 min                                               | Nb. d’arrêts 6                                             | Matériel —                                                 | Jours de fonctionnement L, Ma, Me, J, V                    | Jour / Soir / Nuit / Fêtes O / N / N / N                   | Voy. / an —                                                | Exploitant Boudet Transport                                |
| C15   | Desserte : - Ville et lieux desservis : Maurs, Bagnac-sur-Célé et Figeac - Gares desservies : Gare de Figeac                                                     |                                                            |                                                            |                                                            |                                                            |                                                            |                                                            |                                                            |                                                            |
| C15   | Autre : - Amplitudes horaires : La ligne fonctionne du lundi au vendredi à raison d'un aller-retour par jour. - Date de dernière mise à jour : 29 décembre 2022. |                                                            |                                                            |                                                            |                                                            |                                                            |                                                            |                                                            |                                                            |
| C15   | Dernière actualisation : — |                                                            |                                                            |                                                            |                                                            |                                                            |                                                            |                                                            |                                                            |

### Lignes C20 à C29
| Ligne | Caractéristiques | Caractéristiques                                                                                               | Caractéristiques                                                                                               | Caractéristiques                                                                                               | Caractéristiques                                                                                               | Caractéristiques                                                                                               | Caractéristiques                                                                                               | Caractéristiques                                                                                               | Caractéristiques                                                                                               |
| C21   | Pierrefort — Côte de Chabridet ⥋ Aurillac — Gare routière | Pierrefort — Côte de Chabridet ⥋ Aurillac — Gare routière                                                      | Pierrefort — Côte de Chabridet ⥋ Aurillac — Gare routière                                                      | Pierrefort — Côte de Chabridet ⥋ Aurillac — Gare routière                                                      | Pierrefort — Côte de Chabridet ⥋ Aurillac — Gare routière                                                      | Pierrefort — Côte de Chabridet ⥋ Aurillac — Gare routière                                                      | Pierrefort — Côte de Chabridet ⥋ Aurillac — Gare routière                                                      | Pierrefort — Côte de Chabridet ⥋ Aurillac — Gare routière                                                      | Pierrefort — Côte de Chabridet ⥋ Aurillac — Gare routière                                                      |
| ----- | --- | --- | --- | --- | --- | --- | --- | --- | --- |
| C21   | Ouverture / Fermeture — / — | Longueur — | Durée 95 min                                                                                                   | Nb. d’arrêts 18                                                                                                | Matériel — | Jours de fonctionnement L, V                                                                                   | Jour / Soir / Nuit / Fêtes O / N / N / N                                                                       | Voy. / an — | Exploitant Transports André                                                                                    |
| C21   | Desserte : - Ville et lieux desservis : Pierrefort, Paulhenc, Saint-Martin-sous-Vigouroux, Narnhac, Lacapelle-Barrès, Pailherols, Jou-sous-Monjou, Saint-Clément, Vic-sur-Cère, Polminhac et Aurillac - Gares desservies : Gare d'Aurillac | | | | | | | | |
| C21   | Autre : - Amplitudes horaires : La ligne fonctionne les lundis et vendredis à raison d'un aller-retour par jour. - Date de dernière mise à jour : 29 décembre 2022. | | | | | | | | |
| C21   | Dernière actualisation : — | | | | | | | | |
| C22   | Pierrefort — Côte de Chabridet ⥋ Saint-Flour — Gare SNCF | Pierrefort — Côte de Chabridet ⥋ Saint-Flour — Gare SNCF                                                       | Pierrefort — Côte de Chabridet ⥋ Saint-Flour — Gare SNCF                                                       | Pierrefort — Côte de Chabridet ⥋ Saint-Flour — Gare SNCF                                                       | Pierrefort — Côte de Chabridet ⥋ Saint-Flour — Gare SNCF                                                       | Pierrefort — Côte de Chabridet ⥋ Saint-Flour — Gare SNCF                                                       | Pierrefort — Côte de Chabridet ⥋ Saint-Flour — Gare SNCF                                                       | Pierrefort — Côte de Chabridet ⥋ Saint-Flour — Gare SNCF                                                       | Pierrefort — Côte de Chabridet ⥋ Saint-Flour — Gare SNCF                                                       |
| C22   | Ouverture / Fermeture — / — | Longueur — | Durée 50 min                                                                                                   | Nb. d’arrêts 18                                                                                                | Matériel — | Jours de fonctionnement L, Ma, Me, J, V, S                                                                     | Jour / Soir / Nuit / Fêtes O / N / N / N                                                                       | Voy. / an — | Exploitant Transports André                                                                                    |
| C22   | Desserte : - Ville et lieux desservis : Pierrefort, Gourdièges, Neuvéglise-sur-Truyère, Les Ternes, Villedieu et Saint-Flour - Gares desservies : Gare de Saint-Flour - Chaudes-Aigues | | | | | | | | |
| C22   | Autre : - Amplitudes horaires : La ligne fonctionne du lundi au samedi à raison d'un à trois allers-retours par jour. - Date de dernière mise à jour : 29 décembre 2022. | | | | | | | | |
| C22   | Dernière actualisation : — | | | | | | | | |
| C23   | Ruynes-en-Margeride — Parking Mairie ⥋ Saint-Flour — Allées Georges Pompidou | Ruynes-en-Margeride — Parking Mairie ⥋ Saint-Flour — Allées Georges Pompidou                                   | Ruynes-en-Margeride — Parking Mairie ⥋ Saint-Flour — Allées Georges Pompidou                                   | Ruynes-en-Margeride — Parking Mairie ⥋ Saint-Flour — Allées Georges Pompidou                                   | Ruynes-en-Margeride — Parking Mairie ⥋ Saint-Flour — Allées Georges Pompidou                                   | Ruynes-en-Margeride — Parking Mairie ⥋ Saint-Flour — Allées Georges Pompidou                                   | Ruynes-en-Margeride — Parking Mairie ⥋ Saint-Flour — Allées Georges Pompidou                                   | Ruynes-en-Margeride — Parking Mairie ⥋ Saint-Flour — Allées Georges Pompidou                                   | Ruynes-en-Margeride — Parking Mairie ⥋ Saint-Flour — Allées Georges Pompidou                                   |
| C23   | Ouverture / Fermeture — / — | Longueur — | Durée 35 à 60 min                                                                                              | Nb. d’arrêts 8 à 13                                                                                            | Matériel — | Jours de fonctionnement L, Ma, Me, J, V, S, D                                                                  | Jour / Soir / Nuit / Fêtes O / N / N / N                                                                       | Voy. / an — | Exploitant STAC Transports                                                                                     |
| C23   | Desserte : - Ville et lieux desservis : Ruynes-en-Margeride, Saint-Georges et Saint-Flour - Gares desservies : Gare de Saint-Flour - Chaudes-Aigues (à distance) | | | | | | | | |
| C23   | Autre : - Amplitudes horaires : La ligne fonctionne tous les jours à raison de deux à cinq allers-retours par jour. - Date de dernière mise à jour : 29 décembre 2022. | | | | | | | | |
| C23   | Dernière actualisation : — | | | | | | | | |
| C24   | Bort-les-Orgues — Gare / Riom-es-Montagnes — Place du Monument / Condat — La Poste ⥋ Saint-Flour — Volzac LEPA | Bort-les-Orgues — Gare / Riom-es-Montagnes — Place du Monument / Condat — La Poste ⥋ Saint-Flour — Volzac LEPA | Bort-les-Orgues — Gare / Riom-es-Montagnes — Place du Monument / Condat — La Poste ⥋ Saint-Flour — Volzac LEPA | Bort-les-Orgues — Gare / Riom-es-Montagnes — Place du Monument / Condat — La Poste ⥋ Saint-Flour — Volzac LEPA | Bort-les-Orgues — Gare / Riom-es-Montagnes — Place du Monument / Condat — La Poste ⥋ Saint-Flour — Volzac LEPA | Bort-les-Orgues — Gare / Riom-es-Montagnes — Place du Monument / Condat — La Poste ⥋ Saint-Flour — Volzac LEPA | Bort-les-Orgues — Gare / Riom-es-Montagnes — Place du Monument / Condat — La Poste ⥋ Saint-Flour — Volzac LEPA | Bort-les-Orgues — Gare / Riom-es-Montagnes — Place du Monument / Condat — La Poste ⥋ Saint-Flour — Volzac LEPA | Bort-les-Orgues — Gare / Riom-es-Montagnes — Place du Monument / Condat — La Poste ⥋ Saint-Flour — Volzac LEPA |
| C24   | Ouverture / Fermeture — / — | Longueur — | Durée 180 min                                                                                                  | Nb. d’arrêts 27                                                                                                | Matériel — | Jours de fonctionnement L, Ma, Me, J, V, S, D                                                                  | Jour / Soir / Nuit / Fêtes O / N / N / O                                                                       | Voy. / an — | Exploitant Vizet Voyages                                                                                       |
| C24   | Desserte : - Ville et lieux desservis : Bort-les-Orgues, Vebret, Antignac, Riom-es-Montagnes, Saint-Amandin, Condat, Feniers, Marcenat, Landeyrat, Allanche, Neussargues-en-Pinatelle, Murat, Talizat, Andelat et Saint-Flour - Gares desservies : Gare de Bort-les-Orgues, Gare de Neussargues, Gare de Saint-Flour - Chaudes-Aigues (à distance) | | | | | | | | |
| C24   | Autre : - Amplitudes horaires : La ligne fonctionne tous les jours à raison de deux à cinq allers-retours par jour. - Date de dernière mise à jour : 29 décembre 2022. | | | | | | | | |
| C24   | Dernière actualisation : — | | | | | | | | |

### Lignes C30 à C39
| Ligne | Caractéristiques | Caractéristiques                                                                           | Caractéristiques                                                                           | Caractéristiques                                                                           | Caractéristiques                                                                           | Caractéristiques                                                                           | Caractéristiques                                                                           | Caractéristiques                                                                           | Caractéristiques                                                                           |
| C31   | Riom-ès-Montagnes — Place du Monument / Murat — Place du Balat ⥋ Saint-Flour — Volzac LEPA | Riom-ès-Montagnes — Place du Monument / Murat — Place du Balat ⥋ Saint-Flour — Volzac LEPA | Riom-ès-Montagnes — Place du Monument / Murat — Place du Balat ⥋ Saint-Flour — Volzac LEPA | Riom-ès-Montagnes — Place du Monument / Murat — Place du Balat ⥋ Saint-Flour — Volzac LEPA | Riom-ès-Montagnes — Place du Monument / Murat — Place du Balat ⥋ Saint-Flour — Volzac LEPA | Riom-ès-Montagnes — Place du Monument / Murat — Place du Balat ⥋ Saint-Flour — Volzac LEPA | Riom-ès-Montagnes — Place du Monument / Murat — Place du Balat ⥋ Saint-Flour — Volzac LEPA | Riom-ès-Montagnes — Place du Monument / Murat — Place du Balat ⥋ Saint-Flour — Volzac LEPA | Riom-ès-Montagnes — Place du Monument / Murat — Place du Balat ⥋ Saint-Flour — Volzac LEPA |
| ----- | --- | ------------------------------------------------------------------------------------------ | ------------------------------------------------------------------------------------------ | ------------------------------------------------------------------------------------------ | ------------------------------------------------------------------------------------------ | ------------------------------------------------------------------------------------------ | ------------------------------------------------------------------------------------------ | ------------------------------------------------------------------------------------------ | ------------------------------------------------------------------------------------------ |
| C31   | Ouverture / Fermeture — / — | Longueur —                                                                                 | Durée 90 / 30 min                                                                          | Nb. d’arrêts 18 / 11                                                                       | Matériel —                                                                                 | Jours de fonctionnement L, Ma, Me, J, V                                                    | Jour / Soir / Nuit / Fêtes O / N / N / N                                                   | Voy. / an —                                                                                | Exploitant Transports André                                                                |
| C31   | Desserte : - Ville et lieux desservis : Riom-ès-Montagnes, Cheylade, Saint-Saturnin, Ségur-les-Villas, Dienne, Murat, Ussel, Roffiac et Saint-Flour - Gares desservies : Gare de Saint-Flour - Chaudes-Aigues (à distance)                              |                                                                                            |                                                                                            |                                                                                            |                                                                                            |                                                                                            |                                                                                            |                                                                                            |                                                                                            |
| C31   | Autre : - Amplitudes horaires : La ligne fonctionne du lundi au vendredi à raison d'un à deux allers-retours par jour. - Particularités : Le tronçon Riom-Murat n'est pas desservi systématiquement. - Date de dernière mise à jour : 29 décembre 2022. |                                                                                            |                                                                                            |                                                                                            |                                                                                            |                                                                                            |                                                                                            |                                                                                            |                                                                                            |
| C31   | Dernière actualisation : — |                                                                                            |                                                                                            |                                                                                            |                                                                                            |                                                                                            |                                                                                            |                                                                                            |                                                                                            |
| C32   | Riom-ès-Montagnes — Place du Monument ⥋ Aurillac — IFPP | Riom-ès-Montagnes — Place du Monument ⥋ Aurillac — IFPP                                    | Riom-ès-Montagnes — Place du Monument ⥋ Aurillac — IFPP                                    | Riom-ès-Montagnes — Place du Monument ⥋ Aurillac — IFPP                                    | Riom-ès-Montagnes — Place du Monument ⥋ Aurillac — IFPP                                    | Riom-ès-Montagnes — Place du Monument ⥋ Aurillac — IFPP                                    | Riom-ès-Montagnes — Place du Monument ⥋ Aurillac — IFPP                                    | Riom-ès-Montagnes — Place du Monument ⥋ Aurillac — IFPP                                    | Riom-ès-Montagnes — Place du Monument ⥋ Aurillac — IFPP                                    |
| C32   | Ouverture / Fermeture — / — | Longueur —                                                                                 | Durée 120 min                                                                              | Nb. d’arrêts 17                                                                            | Matériel —                                                                                 | Jours de fonctionnement L, V                                                               | Jour / Soir / Nuit / Fêtes O / N / N / N                                                   | Voy. / an —                                                                                | Exploitant Transports André                                                                |
| C32   | Desserte : - Ville et lieux desservis : Riom-ès-Montagnes, Cheylade, Saint-Saturnin, Ségur-les-Villas, Dienne, Chastel-sur-Murat, Murat et Aurillac - Gares desservies : Gare d'Aurillac                                                                |                                                                                            |                                                                                            |                                                                                            |                                                                                            |                                                                                            |                                                                                            |                                                                                            |                                                                                            |
| C32   | Autre : - Amplitudes horaires : La ligne fonctionne les lundis et vendredis à raison d'un aller-retour par jour. - Date de dernière mise à jour : 29 décembre 2022.                                                                                     |                                                                                            |                                                                                            |                                                                                            |                                                                                            |                                                                                            |                                                                                            |                                                                                            |                                                                                            |
| C32   | Dernière actualisation : — |                                                                                            |                                                                                            |                                                                                            |                                                                                            |                                                                                            |                                                                                            |                                                                                            |                                                                                            |
| C33   | Riom-ès-Montagnes — Place du Monument ⥋ Mauriac — Lycée Pompidou | Riom-ès-Montagnes — Place du Monument ⥋ Mauriac — Lycée Pompidou                           | Riom-ès-Montagnes — Place du Monument ⥋ Mauriac — Lycée Pompidou                           | Riom-ès-Montagnes — Place du Monument ⥋ Mauriac — Lycée Pompidou                           | Riom-ès-Montagnes — Place du Monument ⥋ Mauriac — Lycée Pompidou                           | Riom-ès-Montagnes — Place du Monument ⥋ Mauriac — Lycée Pompidou                           | Riom-ès-Montagnes — Place du Monument ⥋ Mauriac — Lycée Pompidou                           | Riom-ès-Montagnes — Place du Monument ⥋ Mauriac — Lycée Pompidou                           | Riom-ès-Montagnes — Place du Monument ⥋ Mauriac — Lycée Pompidou                           |
| C33   | Ouverture / Fermeture — / — | Longueur —                                                                                 | Durée 60 min                                                                               | Nb. d’arrêts 6                                                                             | Matériel —                                                                                 | Jours de fonctionnement L, Me, J, V                                                        | Jour / Soir / Nuit / Fêtes O / N / N / N                                                   | Voy. / an —                                                                                | Exploitant Transports André                                                                |
| C33   | Desserte : - Ville et lieux desservis : Riom-ès-Montagnes, Valette, Trizac et Mauriac - Gares desservies : Aucune. |                                                                                            |                                                                                            |                                                                                            |                                                                                            |                                                                                            |                                                                                            |                                                                                            |                                                                                            |
| C33   | Autre : - Amplitudes horaires : La ligne fonctionne les lundis, mercredis, jeudis et vendredis à raison d'un aller-retour par jour. - Date de dernière mise à jour : 29 décembre 2022.                                                                  |                                                                                            |                                                                                            |                                                                                            |                                                                                            |                                                                                            |                                                                                            |                                                                                            |                                                                                            |
| C33   | Dernière actualisation : — |                                                                                            |                                                                                            |                                                                                            |                                                                                            |                                                                                            |                                                                                            |                                                                                            |                                                                                            |
| C34   | Salers — Hôtel le Bailliage ⥋ Mauriac — Place de la Poste | Salers — Hôtel le Bailliage ⥋ Mauriac — Place de la Poste                                  | Salers — Hôtel le Bailliage ⥋ Mauriac — Place de la Poste                                  | Salers — Hôtel le Bailliage ⥋ Mauriac — Place de la Poste                                  | Salers — Hôtel le Bailliage ⥋ Mauriac — Place de la Poste                                  | Salers — Hôtel le Bailliage ⥋ Mauriac — Place de la Poste                                  | Salers — Hôtel le Bailliage ⥋ Mauriac — Place de la Poste                                  | Salers — Hôtel le Bailliage ⥋ Mauriac — Place de la Poste                                  | Salers — Hôtel le Bailliage ⥋ Mauriac — Place de la Poste                                  |
| C34   | Ouverture / Fermeture — / — | Longueur —                                                                                 | Durée 45 min                                                                               | Nb. d’arrêts 13                                                                            | Matériel —                                                                                 | Jours de fonctionnement L, Ma, Me, J, V                                                    | Jour / Soir / Nuit / Fêtes O / N / N / N                                                   | Voy. / an —                                                                                | Exploitant STAC Transports                                                                 |
| C34   | Desserte : - Ville et lieux desservis : Salers, Saint-Bonnet-de-Salers, Anglards-de-Salers et Mauriac - Gares desservies : Aucune. |                                                                                            |                                                                                            |                                                                                            |                                                                                            |                                                                                            |                                                                                            |                                                                                            |                                                                                            |
| C34   | Autre : - Amplitudes horaires : La ligne fonctionne du lundi au vendredi à raison d'un aller-retour par jour. - Date de dernière mise à jour : 29 décembre 2022.                                                                                        |                                                                                            |                                                                                            |                                                                                            |                                                                                            |                                                                                            |                                                                                            |                                                                                            |                                                                                            |
| C34   | Dernière actualisation : — |                                                                                            |                                                                                            |                                                                                            |                                                                                            |                                                                                            |                                                                                            |                                                                                            |                                                                                            |
| C35   | Champs-sur-Tarentaine-Marchal — Mairie ⥋ Mauriac — Gare SNCF | Champs-sur-Tarentaine-Marchal — Mairie ⥋ Mauriac — Gare SNCF                               | Champs-sur-Tarentaine-Marchal — Mairie ⥋ Mauriac — Gare SNCF                               | Champs-sur-Tarentaine-Marchal — Mairie ⥋ Mauriac — Gare SNCF                               | Champs-sur-Tarentaine-Marchal — Mairie ⥋ Mauriac — Gare SNCF                               | Champs-sur-Tarentaine-Marchal — Mairie ⥋ Mauriac — Gare SNCF                               | Champs-sur-Tarentaine-Marchal — Mairie ⥋ Mauriac — Gare SNCF                               | Champs-sur-Tarentaine-Marchal — Mairie ⥋ Mauriac — Gare SNCF                               | Champs-sur-Tarentaine-Marchal — Mairie ⥋ Mauriac — Gare SNCF                               |
| C35   | Ouverture / Fermeture — / — | Longueur —                                                                                 | Durée 90 min                                                                               | Nb. d’arrêts 12                                                                            | Matériel —                                                                                 | Jours de fonctionnement L, Ma, Me, J, V                                                    | Jour / Soir / Nuit / Fêtes O / N / N / N                                                   | Voy. / an —                                                                                | Exploitant Vizet Voyages                                                                   |
| C35   | Desserte : - Ville et lieux desservis : Champs-sur-Tarentaine-Marchal, Lanobre, Bort-les-Orgues, Ydes, Bassignac et Mauriac - Gares desservies : Gare de Mauriac.                                                                                       |                                                                                            |                                                                                            |                                                                                            |                                                                                            |                                                                                            |                                                                                            |                                                                                            |                                                                                            |
| C35   | Autre : - Amplitudes horaires : La ligne fonctionne du lundi au vendredi à raison d'un à trois allers-retours par jour. - Date de dernière mise à jour : 29 décembre 2022.                                                                              |                                                                                            |                                                                                            |                                                                                            |                                                                                            |                                                                                            |                                                                                            |                                                                                            |                                                                                            |
| C35   | Dernière actualisation : — |                                                                                            |                                                                                            |                                                                                            |                                                                                            |                                                                                            |                                                                                            |                                                                                            |                                                                                            |
| C36   | Saignes — Place de l'église ⥋ Aurillac — Gare SNCF | Saignes — Place de l'église ⥋ Aurillac — Gare SNCF                                         | Saignes — Place de l'église ⥋ Aurillac — Gare SNCF                                         | Saignes — Place de l'église ⥋ Aurillac — Gare SNCF                                         | Saignes — Place de l'église ⥋ Aurillac — Gare SNCF                                         | Saignes — Place de l'église ⥋ Aurillac — Gare SNCF                                         | Saignes — Place de l'église ⥋ Aurillac — Gare SNCF                                         | Saignes — Place de l'église ⥋ Aurillac — Gare SNCF                                         | Saignes — Place de l'église ⥋ Aurillac — Gare SNCF                                         |
| C36   | Ouverture / Fermeture — / — | Longueur —                                                                                 | Durée 135 min                                                                              | Nb. d’arrêts 18                                                                            | Matériel —                                                                                 | Jours de fonctionnement L, Ma, Me, J, V                                                    | Jour / Soir / Nuit / Fêtes O / N / N / N                                                   | Voy. / an —                                                                                | Exploitant Vizet Voyages                                                                   |
| C36   | Desserte : - Ville et lieux desservis : Saignes, Ydes, Bassignac, Mauriac, Saint-Martin-Valmeroux et Aurillac - Gares desservies : Gare d'Aurillac. |                                                                                            |                                                                                            |                                                                                            |                                                                                            |                                                                                            |                                                                                            |                                                                                            |                                                                                            |
| C36   | Autre : - Amplitudes horaires : La ligne fonctionne du lundi au vendredi à raison d'un à trois allers-retours par jour. - Modifications en 2021 : La ligne 136 est renumérotée C36. - Date de dernière mise à jour : 29 décembre 2022.                  |                                                                                            |                                                                                            |                                                                                            |                                                                                            |                                                                                            |                                                                                            |                                                                                            |                                                                                            |
| C36   | Dernière actualisation : — |                                                                                            |                                                                                            |                                                                                            |                                                                                            |                                                                                            |                                                                                            |                                                                                            |                                                                                            |
| C37   | Ally — Le Bourg ⥋ Aurillac — Lycée Agricole | Ally — Le Bourg ⥋ Aurillac — Lycée Agricole                                                | Ally — Le Bourg ⥋ Aurillac — Lycée Agricole                                                | Ally — Le Bourg ⥋ Aurillac — Lycée Agricole                                                | Ally — Le Bourg ⥋ Aurillac — Lycée Agricole                                                | Ally — Le Bourg ⥋ Aurillac — Lycée Agricole                                                | Ally — Le Bourg ⥋ Aurillac — Lycée Agricole                                                | Ally — Le Bourg ⥋ Aurillac — Lycée Agricole                                                | Ally — Le Bourg ⥋ Aurillac — Lycée Agricole                                                |
| C37   | Ouverture / Fermeture — / — | Longueur —                                                                                 | Durée 85 min                                                                               | Nb. d’arrêts 9                                                                             | Matériel —                                                                                 | Jours de fonctionnement L, V                                                               | Jour / Soir / Nuit / Fêtes O / N / N / N                                                   | Voy. / an —                                                                                | Exploitant Cars de la Xaintrie                                                             |
| C37   | Desserte : - Ville et lieux desservis : Ally, Chaussenac, Pléaux, Laroquebrou et Aurillac - Gares desservies : Gare d'Aurillac. |                                                                                            |                                                                                            |                                                                                            |                                                                                            |                                                                                            |                                                                                            |                                                                                            |                                                                                            |
| C37   | Autre : - Amplitudes horaires : La ligne fonctionne des lundis et vendredis à raison d'un aller-retour par jour. - Date de dernière mise à jour : 29 décembre 2022.                                                                                     |                                                                                            |                                                                                            |                                                                                            |                                                                                            |                                                                                            |                                                                                            |                                                                                            |                                                                                            |
| C37   | Dernière actualisation : — |                                                                                            |                                                                                            |                                                                                            |                                                                                            |                                                                                            |                                                                                            |                                                                                            |                                                                                            |
| C38   | Champagnac — Place Mairie ⥋ Aurillac — Lycée Agricole | Champagnac — Place Mairie ⥋ Aurillac — Lycée Agricole                                      | Champagnac — Place Mairie ⥋ Aurillac — Lycée Agricole                                      | Champagnac — Place Mairie ⥋ Aurillac — Lycée Agricole                                      | Champagnac — Place Mairie ⥋ Aurillac — Lycée Agricole                                      | Champagnac — Place Mairie ⥋ Aurillac — Lycée Agricole                                      | Champagnac — Place Mairie ⥋ Aurillac — Lycée Agricole                                      | Champagnac — Place Mairie ⥋ Aurillac — Lycée Agricole                                      | Champagnac — Place Mairie ⥋ Aurillac — Lycée Agricole                                      |
| C38   | Ouverture / Fermeture — / — | Longueur —                                                                                 | Durée 130 min                                                                              | Nb. d’arrêts 20                                                                            | Matériel —                                                                                 | Jours de fonctionnement L, Ma, Me, J, V                                                    | Jour / Soir / Nuit / Fêtes O / N / N / N                                                   | Voy. / an —                                                                                | Exploitant Vizet Voyages                                                                   |
| C38   | Desserte : - Ville et lieux desservis : Champagnac, Ydes, Bassignac, Mauriac, Saint-Martin-Valmeroux et Aurillac - Gares desservies : Gare d'Aurillac.                                                                                                  |                                                                                            |                                                                                            |                                                                                            |                                                                                            |                                                                                            |                                                                                            |                                                                                            |                                                                                            |
| C38   | Autre : - Amplitudes horaires : La ligne fonctionne du lundi au vendredi à raison d'un à deux allers-retours par jour. - Date de dernière mise à jour : 29 décembre 2022.                                                                               |                                                                                            |                                                                                            |                                                                                            |                                                                                            |                                                                                            |                                                                                            |                                                                                            |                                                                                            |
| C38   | Dernière actualisation : — |                                                                                            |                                                                                            |                                                                                            |                                                                                            |                                                                                            |                                                                                            |                                                                                            |                                                                                            |

### Lignes C40 à C49
| Ligne | Caractéristiques | Caractéristiques                            | Caractéristiques                            | Caractéristiques                            | Caractéristiques                            | Caractéristiques                              | Caractéristiques                            | Caractéristiques                            | Caractéristiques                            |
| C48   | Saint-Chély-d'Apcher — Gare ⥋ Arvant — Gare | Saint-Chély-d'Apcher — Gare ⥋ Arvant — Gare | Saint-Chély-d'Apcher — Gare ⥋ Arvant — Gare | Saint-Chély-d'Apcher — Gare ⥋ Arvant — Gare | Saint-Chély-d'Apcher — Gare ⥋ Arvant — Gare | Saint-Chély-d'Apcher — Gare ⥋ Arvant — Gare   | Saint-Chély-d'Apcher — Gare ⥋ Arvant — Gare | Saint-Chély-d'Apcher — Gare ⥋ Arvant — Gare | Saint-Chély-d'Apcher — Gare ⥋ Arvant — Gare |
| ----- | --- | ------------------------------------------- | ------------------------------------------- | ------------------------------------------- | ------------------------------------------- | --------------------------------------------- | ------------------------------------------- | ------------------------------------------- | ------------------------------------------- |
| C48   | Ouverture / Fermeture 1er janvier 2023 / — | Longueur —                                  | Durée 45 min                                | Nb. d’arrêts 6                              | Matériel —                                  | Jours de fonctionnement L, Ma, Me, J, V, S, D | Jour / Soir / Nuit / Fêtes O / N / N / O    | Voy. / an —                                 | Exploitant —                                |
| C48   | Desserte : - Ville et lieux desservis : Saint-Chély-d'Apcher, Val d'Arcomie, Saint-Flour, Massiac et Arvant - Gares desservies : Gare de Saint-Chély-d'Apcher, Gare de Saint-Flour - Chaudes-Aigues, Gare de Massiac et Gare d'Arvant |                                             |                                             |                                             |                                             |                                               |                                             |                                             |                                             |
| C48   | Autre : - Amplitudes horaires : La ligne fonctionne tous les jours à raison d'un à trois allers-retours par jour. - Date de dernière mise à jour : 29 décembre 2022.                                                                  |                                             |                                             |                                             |                                             |                                               |                                             |                                             |                                             |
| C48   | Dernière actualisation : — |                                             |                                             |                                             |                                             |                                               |                                             |                                             |                                             |